# Igreja Católica Copta
A Igreja Católica Copta (em árabe: الكنيسة القبطية الكاثوليكية; em latim: Ecclesia Catholica Coptorum) é uma Igreja particular oriental sui iuris em plena comunhão com a Igreja Católica. Isto quer dizer que ela, nunca abandonando as suas veneráveis tradições e ritos litúrgicos orientais, aceita a autoridade e primazia do Papa. Unida formal e oficialmente à Santa Sé em 1741, esta Igreja foi fruto de uma cisão ocorrida na Igreja Ortodoxa Copta, que não aceita a autoridade papal.
O seu rito litúrgico é o rito alexandrino copta. A sua língua litúrgica é o copta. Desde 2013, esta Igreja oriental é governada pelo Patriarca copta Ibrahim Isaac Sidrak, juntamente com o seu sínodo, mas sempre sob a supervisão do Papa. 

## Número de fiéis
Em 2007, a Igreja Católica Copta tinha cerca de 162 mil fiéis, concentrados na sua esmagadora maioria na Região Norte do Egito. A sua sede localiza-se no Cairo (Egipto).
Para além do Egipto, existem ainda cerca de 10 mil católicos coptas em outros países, sob os cuidados de padres coptas, mas supervisionados por bispos de rito latino. Estes dez milhares de crentes têm paróquias espalhadas nos seguintes países França, Canadá, Estados Unidos, Austrália, Itália e Kuwait.

## História
Em 1741, um bispo ortodoxo copta em Jerusalém, Amba Atanásio, tornou-se católico. Por isso, o Papa Bento XIV nomeou-o Vigário apostólico da pequena comunidade cristã (cerca de 2.000 pessoas) que entrou, juntamente com ele, em comunhão com a Santa Sé. Embora depois Atanásio retornou à Igreja Ortodoxa Copta, uma linhagem sucessória de Vigários apostólicos católicos continuou depois dele, servindo a crescente comunidade católica copta. Mas, somente em 1829, as autoridades otomanas permitiram os católicos coptas de começarem a construir as suas próprias igrejas.
Em 1895, o Papa Leão XIII estabeleceu finalmente o Patriarcado Católico Copta e em 1899 nomeou o Bispo Cirilo Macário como Patriarca. Cirilo demitiu-se em 1908, e manteve o cargo vago até 1947, quando um novo Patriarca foi finalmente eleito pelo Sínodo.